# Jacky Haran

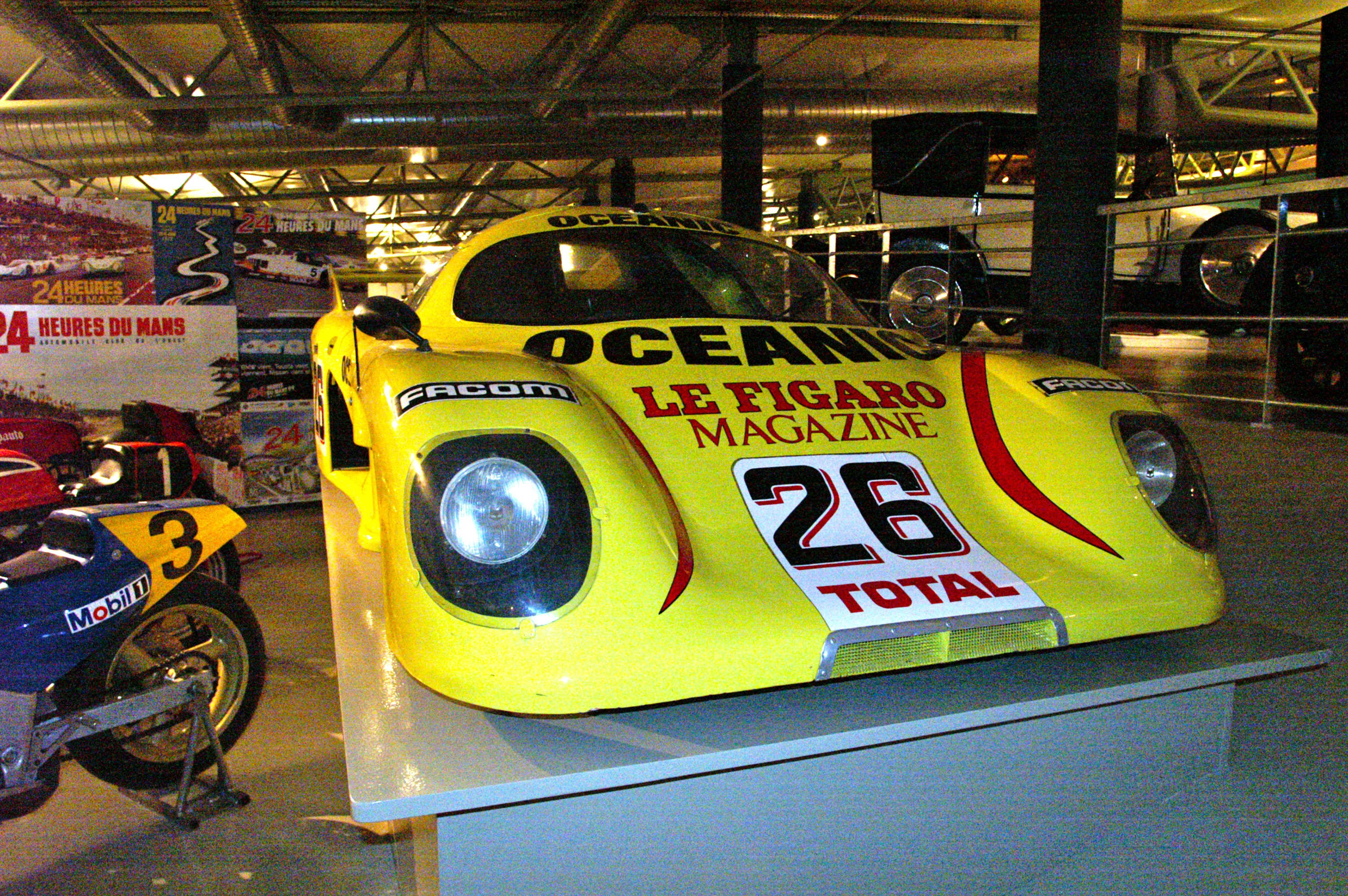
Rondeua M379C-Fahrgestell mit dem Jacky Haran beim 24-Stunden-Rennen von Le Mans 1982 am Start war

Jacky Haran (* 12. Mai 1943 in Mansigné ) ist ein ehemaliger französischer Autorennfahrer.

## Karriere
Jacky Haran begann seine Karriere im Monoposto-Sport. Seine ersten Rennen bestritt er in der Formel Renault und zwar in der seit 1973 ausgefahrenen Challenge Européen de Formule Renault. Vier Jahre fuhr der Franzose in dieser Rennserie und wechselte dann in den Touren- und Sportwagensport. 1978 gab er sein Debüt beim 24-Stunden-Rennen von Le Mans. Haran fuhr gemeinsam mit Jean Rondeau und Bernard Darniche einen Werks-Rondeau M378 an die neunte Stelle der Gesamtwertung. 1981 erreichte er seine beste Platzierung in der Gesamtwertung, als er wieder für das Team von Jean Rondeau an den Start ging und als Partner von Jean-Louis Schlesser und Philippe Streiff auf einem Rondeau M379 Gesamtzweiter wurde. Seinen letzten Auftritt an den Sarthe hatte er ein Jahr später. Der von ihm selbst eingesetzte Rondeau fiel allerdings nach 149 gefahrenen Runden mit Motorschaden aus.

## Statistik

### Le-Mans-Ergebnisse
| Jahr | Team                 | Fahrzeug      | Teamkollege          | Teamkollege      | Platzierung            | Ausfallsgrund |
| ---- | -------------------- | ------------- | -------------------- | ---------------- | ---------------------- | ------------- |
| 1978 | Jean Rondeau         | Rondeau M378  | Jean Rondeau         | Bernard Darniche | Rang 9 und Klassensieg |               |
| 1979 | Merlin Plage Rondeau | Rondeau M379  | Jean Rondeau         |                  | Ausfall                | Unfall        |
| 1981 | Jean Rondeau         | Rondeau M379  | Jean-Louis Schlesser | Philippe Streiff | Rang 2 und Klassensieg |               |
| 1982 | Jacky Haran          | Rondeau M379C | Vivian Candy         | Hervé Poulain    | Ausfall                | Motorschaden  |